# 김승일 (1983년)
김승일(金勝一, 1983년 2월 3일 ~ )은 대한민국의 제8대 전라북도 김제시의원이다.

## 학력
- 죽산국민학교 졸업
- 김제서중학교 (폐교) 졸업
- 덕암고등학교 졸업
- 건국대학교 법학과 졸업
- 원광대학교 일반대학원 법학과 박사과정 4학기 재학중
- 원광대학교 법학전문대학원(로스쿨) 졸업

## 경력
- 청년경제인연합회 김제지부장
- 더불어민주당 부대변인
- 더불어민주당 전북도당 김제시·부안군 지역위원회 청년위원장
- 더불어민주당 전북도당 청년위원회 부위원장
- 더불어민주당 전국장애인위원회 부위원장
- 전라북도 청년정책포럼 위원
- 아람학원 원장
- 아람빙수 대표
- 김제시 청년정책위원회 위원
- 10년간 지역에서 다양한 봉사활동
- 2021.04 ~ 2022.06 제8대 전라북도 김제시의회 의원
  - 2021.04 ~ 2022.06 제8대 전라북도 김제시의회 경재행정위원회 위원
  - 2021.04 ~ 2022.06 제8대 전라북도 김제시의회 예산결산특별위원회 부위원장
- 2022.07 ~ 제9대 전라북도 김제시의회 의원

## 역대 선거 결과
|  | 46.73% |

|  | 31.14% |